# 石橋桃
石橋 桃（いしばし もも、1996年2月13日 - ）は、日本の女性声優。神奈川県出身。青二プロダクション所属。

## 略歴
声優になろうと思ったきっかけは、子供の頃に視聴していた朗読番組の影響や、お遊戯会や芝居に興味があったこと。
アミューズメントメディア総合学院東京校出身。2014年度入学式にて代表挨拶を行う。

## 人物
演じてみたいキャラクターとして、正義感があるヒロイン役を挙げている。
趣味は歌唱、写真撮影、描画、アロマオイルの収集、ベース。特技は縄跳び、ブラインドタッチ、立ちブリッジ。

## 出演
太字はメインキャラクター。

### テレビアニメ
2016年
- デジモンユニバース アプリモンスターズ（2016年 - 2017年、シュガー、スタイリスト、アナウンサー、OL）
- 魔法つかいプリキュア!（女子生徒）
- ドラゴンボール超（ギャル子、猫）

2017年
- けものフレンズ（アフリカタテガミヤマアラシ）
- キラキラ☆プリキュアアラモード（妖精、園児、ゆかりファン、女子生徒、ポポヌン 他）
- ONE PIECE（2017年 - 2022年、女の子、客、シャーロット・ミュークル、ツリ目ちゃん、天井下り 他）
- DYNAMIC CHORD（少年）

2018年
- カードキャプターさくら クリアカード編（生徒）
- それいけ!アンパンマン（2018年 - 2019年、いくら姫〈2代目〉、キィ子、ネコの女性）
- バキ（通行人）
- 天狼 Sirius the Jaeger（志野、乗客・弟）
- ONE PIECE エピソードオブ空島
- ゲゲゲの鬼太郎（第6作）（2018年 - 2020年、館内アナウンス、親衛隊、少女、石橋綾、女子レポーター、日菜子 他）

2019年
- 爆釣バーハンター（ギャル原人）
- フルーツバスケット（2019年 - 2021年、女子生徒、蕎麦屋の店員、店員） - 3シリーズ
- ぼくたちは勉強ができない（池田） - 2シリーズ
- からかい上手の高木さん（2019年 - 2022年、北野、女子生徒C） - 2シリーズ
- ちびまる子ちゃん（もぎり嬢）
- あんさんぶるスターズ!（斎宮宗〈幼少時代〉）
- 女子高生の無駄づかい（他校の女子高生）

2020年
- とある科学の超電磁砲T（幼女、女の子）
- マギアレコード 魔法少女まどか☆マギカ外伝（噂する少女、黒羽根）
- はてな☆イリュージョン（放送部女子生徒、男子B）
- 異種族レビュアーズ（シィルB）
- 推しが武道館いってくれたら死ぬ（空音の友達）
- アサティール 未来の昔ばなし（2020年 - 2024年、幼女、サーレの次女、女の子、ナウファル〈少年〉、お金持ちの息子） - 2シリーズ
- ミュークルドリーミー（2020年 - 2022年、嫉妬女子①、女子①、花房ひろこ） - 2シリーズ
- あひるの空（看護師）
- A3!（観客、通行人） - 2シリーズ
- ドラえもん（テレビ朝日版第2期）（モブ夫）
- 食戟のソーマ 豪ノ皿（料理人C）
- ご注文はうさぎですか? BLOOM（女の子）
- ひぐらしのなく頃に業（2020年 - 2021年、女子） - 2シリーズ
- 神様になった日（歳徳の子供）

2021年
- 2.43 清陰高校男子バレー部（女子バスケ部部員）
- ホリミヤ（小学生）
- Vivy -Fluorite Eye's Song-（子供）
- 86-エイティシックス-
- デジモンアドベンチャー:（フローラモン）
- イジらないで、長瀞さん（女子）
- うらみちお兄さん（子供）
- 無職転生 〜異世界行ったら本気だす〜（獣族の子供）
- 忍たま乱太郎（2021年 - 2022年、女）

2022年
- BABY-HAMITANG（ベイビーたち）
- 舞妓さんちのまかないさん（舞妓）
- パズドラ（2022年 - 2023年、傾国の歌姫神・貂蝉、女性、まいまい）
- 乙女ゲー世界はモブに厳しい世界です（友達）
- 境界戦機（ケーラ）
- ヒーラー・ガール（子供達）
- デジモンゴーストゲーム（七海）

2023年
- あやかしトライアングル（女子）
- カードファイト!! ヴァンガード will+Dress（デイブレイクメンバー）
- オーバーテイク!（女の子、ファンの女の子）
- 絆のアリル（生徒2）

2024年
- JOCHUM（ぽぽ）

### 劇場アニメ
- 映画 キラキラ☆プリキュアアラモード パリッと!想い出のミルフィーユ!（2017年、女性）
- マジンガーZ / INFINITY（2018年）
- 劇場版 美少女戦士セーラームーンCosmos（2023年）
- アリスとテレスのまぼろし工場（2023年、クラスメイトB）

### OVA
- フラグタイム（2019年）

### Webアニメ
- てぃ先生（2017年、透くん、美雪ちゃん）[11]
- 聖闘士星矢: Knights of the Zodiac（2019年、子供2）

### ゲーム
2016年
- 逆転オセロニア（クリムヒルト）
- ヴァリアントナイツ（ベラ＝グレゴリー）

2017年
- 天空のクラフトフリート（彩世）
- StraStella（マヨ）

2018年
- ゴッドイーター レゾナントオプス（シェリン・クラフト）
- 共闘ことばRPG コトダマン（ねこタマ、タカネ花、ヤコウウン、ツユアケ、タイフウ）
- OVERHIT（カリプソ、アドメテ）
- 三国BASSA!!（于禁）
- 温泉むすめ ゆのはな これくしょん（大子紅葉）
- GIGANT SHOCK（セリア）
- 編隊少女 -フォーメーションガールズ-（ロリーナ・リトル）

2019年
- スーパーロボット大戦T（システム保安要員）
- ホップステップジャンパーズ（気分屋のスズ）
- ゴエティアクロス（アモン、純華イポス）
- ロボットガールズZ ONLINE（ヒューマ）
- ゆめいろファンタジーラテール（セロ）
- 新サクラ大戦

2020年
- VALIANT TACTICS（紅蓮槍 カティア、エミーリア）
- ロストアーク（セラ）

2021年
- アニマエ・アルケー（仙禍〈センカ〉、冥弥〈メイヤ〉、風裏〈フウリ〉）
- 艦隊これくしょん -艦これ-（2021年 - 2022年、桃、涼波）
- LOST ARK（セラ）
- けものフレンズ3（キュウビキツネ）

2023年
- SOUND VOLTEX EXCEED GEAR（グレイス）
- League of Angels 3（イシュタル）

2024年
- ORE'N（2024年 - 2025年、天使アーペル / 堕天使アーペル / NEO陰陽教師アーペル）
- フェスティバトル（マリオン）

2025年
- クイズRPG 魔法使いと黒猫のウィズ（マリオン）

### ドラマCD
- キスは番にひざまずく（2024年、翔太[42]）

### 吹き替え
- 不良探偵ジャック・アイリッシュ 2人の父への鎮魂歌（キャスター）

### ラジオ
※はインターネット配信。
- ガールズジョッキー・ラジオステークス（2017年 - 2018年、超A&G+※）[43]

### テレビドラマ
- 119エマージェンシーコール 第7話（2025年3月3日、フジテレビ） - 通報者の声[44]

### イベント
- ジャパン建材フェア（ロックウールちゃん）
- BEMANI PRO LEAGUE -SEASON 2- SOUND VOLTEX（グレイス[45]）
- BEMANI PRO LEAGUE -SEASON 3- SOUND VOLTEX（グレイス）

### その他コンテンツ
- ガールズジョッキー（陽吉愛菜[46]）
- 温泉むすめ（大子紅葉[47]）